# 캐슬린 부흘레

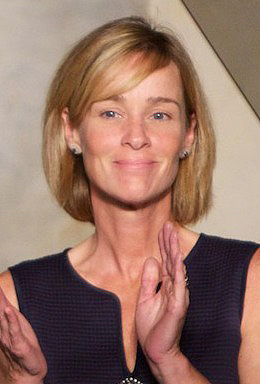
캐슬린 부흘레

캐슬린 앤 부흘레(영어: Kathleen Anne Buhle, 1969년 ~ )은 미국의 작가이자 비영리 임원이다. 그녀는 비영리 단체인 1229년 더 하우스의 설립자이자 CEO이다. 부흘레 2022년 회고록 '우리가 깨지면'의 저자이다: 결혼, 중독, 치유에 관한 회고록'의 저자로, 조 바이든 미국 대통령의 아들인 헌터 바이든과 결혼한 동안의 삶을 자세히 다룬다.